# 254-й истребительный авиационный полк
254-й истребительный авиационный ордена Кутузова полк (254-й иап) — воинская часть Военно-воздушных сил (ВВС) Вооружённых Сил РККА, принимавшая участие в боевых действиях Великой Отечественной войны.

## История наименований полка
За весь период своего существования полк своё наименование не менял:
- 254-й истребительный авиационный полк;
- 254-й истребительный авиационный ордена Кутузова полк;
- Войсковая часть Полевая почта 36604.

## Создание полка
254-й истребительный авиационный полк начал формироваться Приказом НКО СССР в апреле 1941 года в составе 36-й истребительной авиационной дивизии ВВС Киевского Особого военного округа на аэродроме Ольшанка (около Киева) по штату 15/21 из личного состава 2-го и 43-го иап на самолётах И-16

## Расформирование полка

Командир полка П. М. Петров

254-й истребительный авиационный ордена Кутузова полк 8 февраля 1946 года расформирован вместе со 178-й иад в ВВС ХВО.

## В действующей армии
В составе действующей армии:
- с 22 июня 1941 года по 22 августа 1941 года;
- с 6 сентября 1941 года по 26 марта 1942 года;
- с 8 мая 1942 года по 21 августа 1942 года;
- с 8 марта 1943 года по 18 ноября 1944 года.

## Командиры полка
- майор Валуйцев Иван Александрович (ранен)[4], 17.04.1941 — 25.06.1941
- майор  Петров Пётр Михайлович (погиб)[4], 23.08.1941 — 23.11.1941
- майор Правдин Михаил Иванович[4], 08.05.1942 — 02.01.1943
- подполковник Косенко Василий Васильевич[4], 07.02.1943 — 22.06.1943
- майор, подполковник Михайлин Степан Михайлович[4], 07.07.1943 — 08.02.1946

## В составе соединений и объединений
| Период        | Фронт (округ)                   | армия                | дивизия                                       | примечание |
| ------------- | ------------------------------- | -------------------- | --------------------------------------------- | --- |
| 17.04.1941 г. | Западный Особый военный округ   | ВВС округа           | 36-я истребительная авиационная дивизия       | Ольшаны, И-16 |
| 22.06.1941 г. | Юго-Западный фронт              | ВВС фронта           | 36-я истребительная авиационная дивизия       | Не завершив формирование вступил в боевые действия на И-16. Имел в боевом составе 28 И-16. |
| 22.08.1941 г. | Юго-Западный фронт              | ВВС фронта           | 36-я истребительная авиационная дивизия       | Две эскадрильи полка убыли в 11-й зиап на переучивание. Две оставшиеся аэ продолжали вести боевую работу в составе 36-й иад до 10.09.1941, после чего были использованы для пополнения других полков дивизии |
| 23.08.1941 г. | Северо-Кавказский военный округ | ВВС округа           | 11-й запасной истребительный авиационный полк | Таганрог |
| 05.09.1941 г. | Северо-Кавказский военный округ | ВВС округа           | 11-й запасной истребительный авиационный полк | Таганрог, переформирован по штату 015/174 и освоил ЛаГГ-3 |
| 06.09.1941 г. | Юго-Западный фронт              | ВВС фронта           | 14-я смешанная авиационная дивизия            | ЛаГГ-3 |
| 06.03.1942 г. | Юго-Западный фронт              | ВВС фронта           | 4-я резервная авиационная группа              | ЛаГГ-3 |
| 26.03.1942 г. | Юго-Западный фронт              | ВВС фронта           | 4-я резервная авиационная группа              | Убыл в тыл на доукомплектование |
| 27.03.1942 г. | Московский военный округ        | ВВС округа           | 2-й запасной истребительный авиационный полк  | станция Сейма Горьковской области, |
| 07.05.1942 г. | Московский военный округ        | ВВС округа           | 2-й запасной истребительный авиационный полк  | доукомплектован |
| 08.05.1942 г. | Юго-Западный фронт              | 28-я армия           | ВВС 28-й армии                                | ЛаГГ-3 |
| 11.06.1942 г. | Юго-Западный фронт              | 8-я воздушная армия  | 269-я истребительная авиационная дивизия      | ЛаГГ-3 |
| 12.07.1942 г. | Сталинградский фронт            | 8-я воздушная армия  | 269-я истребительная авиационная дивизия      | ЛаГГ-3 |
| 21.08.1942 г. | Сталинградский фронт            | 8-я воздушная армия  | 269-я истребительная авиационная дивизия      | Убыл в тыл на доукомплектование и переучивание |
| 06.09.1942 г. | Московский военный округ        | ВВС округа           | 1-й запасной истребительный авиационный полк  | Арзамас |
| 06.03.1943 г. | Московский военный округ        | ВВС округа           | 1-й запасной истребительный авиационный полк  | переформирован по штату 015/284 и переучен на Ла-5 |
| 08.03.1943 г. | Волховский фронт                | 14-я воздушная армия |                                               | Ла-5, как отдельный полк |
| 19.03.1943 г. | Волховский фронт                | 14-я воздушная армия |                                               | Приступил к боевой работе на Ла-5 |
| 01.04.1943 г. | Волховский фронт                | 14-я воздушная армия |                                               | В составе полка действовала разведывательная эскадрилья на самолётах И-16 с апреля по июнь |
| 15.06.1943 г. | Волховский фронт                | 14-я воздушная армия | 269-я истребительная авиационная дивизия      | К боевой работе в составе соединения приступил после 01.07.1943, по прибытии дивизии на фронт. |
| 15.02.1944 г. | Ленинградский фронт             | 14-я воздушная армия | 269-я истребительная авиационная дивизия      | |
| 27.02.1944 г. | Ленинградский фронт             | 13-я воздушная армия | 269-я истребительная авиационная дивизия      | |
| 24.04.1944 г. | 3-й Прибалтийский фронт         | 14-я воздушная армия | 269-я истребительная авиационная дивизия      | |
| 17.10.1944 г. | 2-й Прибалтийский фронт         | 14-я воздушная армия | 269-я истребительная авиационная дивизия      | |
| 18.11.1944 г. | 2-й Прибалтийский фронт         | 14-я воздушная армия | 269-я истребительная авиационная дивизия      | Исключён из действующей армии |
| 19.11.1944 г. | 2-й Прибалтийский фронт         | 14-я воздушная армия | 269-я истребительная авиационная дивизия      | Убыл в тыл на доукомплектование |
| 20.11.1944 г. | Харьковский военный округ       | ВВС округа           |                                               | |
| 01.12.1944 г. | Харьковский военный округ       | ВВС округа           | 4-й запасной истребительный авиационный полк  | Лебедин |
| 08.03.1945 г. | Харьковский военный округ       | ВВС округа           | 4-й запасной истребительный авиационный полк  | Лебедин, доукомплектован до штата 015/364 |
| 08.03.1945 г. | Харьковский военный округ       | ВВС округа           | 19-й запасной истребительный авиационный полк | Рогань, прибыл на переучивание |
| 09.05.1945 г. | Харьковский военный округ       | ВВС округа           | 19-й запасной истребительный авиационный полк | Рогань, переучивание |
| 26.05.1945 г. | Харьковский военный округ       | ВВС округа           | 19-й запасной истребительный авиационный полк | Рогань, переучен на Як-9 |
| 26.05.1945 г. | Харьковский военный округ       | ВВС округа           | 178-я истребительная авиационная дивизия      | Як-9 |
| 08.02.1946 г. | Харьковский военный округ       | ВВС округа           | 178-я истребительная авиационная дивизия      | расформирован |

| И-16 | Ла-5 | ЛаГГ-3 |

## Участие в операциях и битвах
- Приграничные сражения — с 22 июня 1941 года по 29 июня 1941 года.
- Киевская оборонительная операция — с 11 июля 1941 года по 10 сентября 1941 года.
- Сумско-Харьковская операция — с 30 сентября 1941 года по 30 ноября 1941 года.
- Барвенково-Лозовская операция — с 18 января 1942 года по 31 января 1942 года.
- Харьковская операция — с 12 мая 1942 года по 29 мая 1942 года.
- Воронежско-Ворошиловградская операция — с 28 июня 1942 года по 5 июля 1942 года.
- Сталинградская оборонительная операция — с 18 июля 1942 года по 21 августа 1942 года.
- Мгинская наступательная операция — с 22 июля 1943 года по 22 августа 1943 года.
- Ленинградско-Новгородская операция — с 14 января 1944 года по 1 марта 1944 года.
- Новгородско-Лужская наступательная операция — с 14 января 1944 года по 15 февраля 1944 года.
- Псковско-Островская операция — с 17 июля 1944 года по 31 июля 1944 года.
- Тартуская наступательная операция — с 10 августа 1944 года по 6 сентября 1944 года.
- Рижская операция — с 14 сентября 1944 года по 22 октября 1944 года.

## Награды
254-й истребительный авиационный полк за образцовое выполнение боевых заданий командования в боях с немецкими захватчиками, за овладение городом Рига и проявленные при этом доблесть и мужество Указом Президиума Верховного Совета СССР от 31 октября 1944 года награждён орденом «Кутузова III степени».

## Благодарности Верховного Главнокомандующего

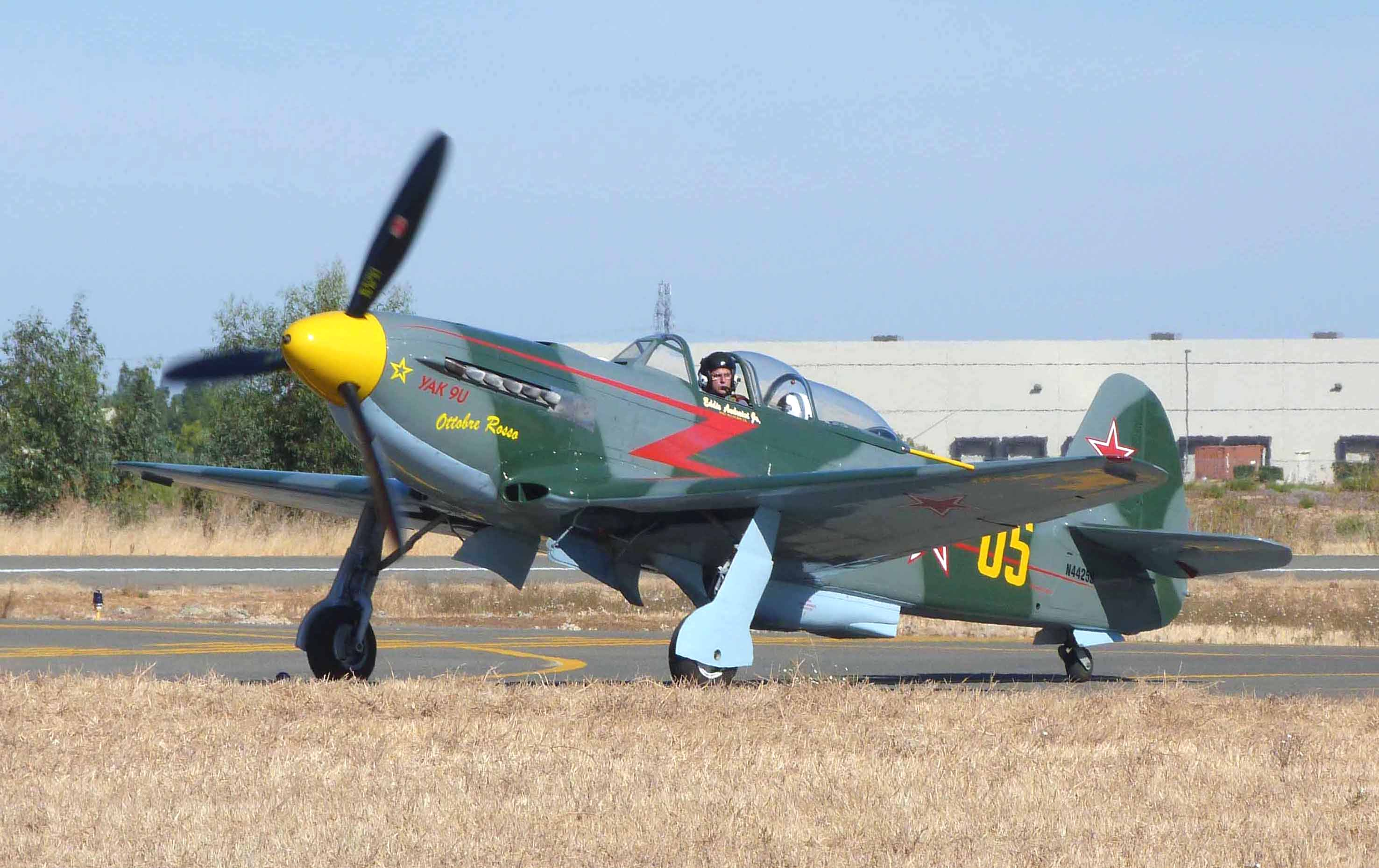
Як-9

За проявленные образцы мужества и героизма Верховным Главнокомандующим лётчикам полка в составе 269-й иад объявлены благодарности:
- За форсирование реки Великая[7].
- За овладение городом Остров[8].
- За овладение городом Псков[9].
- За овладение городом Тарту[10].
- За овладение городом Валга[11].
- За овладение городом Рига[12].

## Отличившиеся воины
- Гаранин Владимир Иванович, младший лейтенант, заместитель командира авиационной эскадрильи 254-го истребительного авиационного полка 14-й смешанной авиационной дивизии Юго-Западного фронта 27 марта 1942 года Указом Президиума Верховного Совета СССР удостоен звания Герой Советского Союза. Золотая Звезда № 673.
- Назимов Константин Савельевич, капитан, командир эскадрильи 254-го истребительного авиационного полка 269-й истребительной авиационной дивизии 14-й воздушной армии 26 октября 1944 года Указом Президиума Верховного Совета СССР удостоен звания Герой Советского Союза. Золотая Звезда № 4519.
- Сидоренков Василий Кузьмич, старший лейтенант, заместитель командира эскадрильи 254-го истребительного авиационного полка 269-й истребительной авиационной дивизии 14-й воздушной армии 19 августа 1944 года Указом Президиума Верховного Совета СССР удостоен звания Герой Советского Союза. Золотая Звезда № 4504.
- Синчук Василий Прокофьевич, капитан, помощник командира 254-го истребительного авиационного полка по воздушно-стрелковой службе 269-й истребительной авиационной дивизии 14-й воздушной армии 13 апреля 1944 года Указом Президиума Верховного Совета СССР удостоен звания Герой Советского Союза. Посмертно.

## Лётчики-асы полка
| Фамилия, имя отчество           | Награды | Сбито самолётов (+ в группе) | Примечание |
| ------------------------------- | ------- | ---------------------------- | --- |
| Балясников Алексей Иванович     |         | 11 + 2 (+ 8 аэростатов)      | Лётчик полка: авг. 1941 — авг. 1942. Боевых вылетов: 620; воздушных боев: 148. Умер 4 марта 1986 г. |
| Бисьев Гурий Степанович         |         | 10 + 0                       | Лётчик полка: июнь — сент. 1941. Боевых вылетов: 390; воздушных боев: 60. |
| Гаранин Владимир Иванович       |         | 11 + 1                       | Лётчик полка: сент. — окт. 1941. Один самолёт противника сбит таранным ударом. Умер 20 марта 1969 г. |
| Григорович Владимир Степанович  |         | 5 + 13                       | Лётчик полка: июнь 1941—1942. Боевых вылетов: 312. |
| Ершов Юрий Александрович        |         | 6 + 0 (+ 1 аэростат)         | Лётчик полка: март 1943 — апр. 1944. Пропал без вести 6 апреля 1944 г. Не вернулся с боевого задания. |
| Закревский Александр Васильевич |         | 7 + 0                        | Лётчик полка: апр. 1943 — май 1945. Один самолёт противника сбит таранным ударом. |
| Иванов Вадим Павлович           |         | 8 + 3                        | Лётчик полка: июнь 1943 — нояб. 1944. Боевых вылетов: 154 (30.09.1944). |
| Назимов Константин Савельевич   |         | 19 + 2                       | Лётчик полка: март 1943 — дек. 1944. Боевых вылетов: около 300. Погиб 23 декабря 1944 г. Разбился в авиационной катастрофе.                                                                                         |
| Сидоренков Василий Кузьмич      |         | 20 + 3                       | Лётчик полка: март 1943 — авг. 1944. Боевых вылетов: 330. 15.08.1944 сбит в воздушном бою, выбросился с парашютом, тяжело ранен, на боевые задания более не летал. Умер в 1994 г.                                   |
| Синчук Василий Прокофьевич      |         | 12 + 2                       | Лётчик полка: май 1943 — фев. 1944. Боевых вылетов: более 300; воздушных боев: более 50. Один самолёт противника сбит таранным ударом. Погиб 1 февраля 1944 г. Убит в воздушном бою при таране самолёта противника. |
| Тришкин Алексей Васильевич      |         | 5 + 3                        | Лётчик полка: июнь 1941 — май 1942. Погиб 15 января 1943 г. Сбит в воздушном бою. |
| Тучинский Валентин Николаевич   |         | 11 + 4                       | Лётчик полка: июнь — дек. 1941. |

## Итоги боевой деятельности полка
Всего за годы Великой Отечественной войны полком:
| Выполнено боевых вылетов | Проведено воздушных боев | Сбито самолётов в воздухе | Уничтожено самолётов на аэродромах |
| ------------------------ | ------------------------ | ------------------------- | ---------------------------------- |
| 9800                     | 250                      | 161                       | 18                                 |

Свои потери:
| Потеряно самолётов, всего | Погибло лётчиков всего |
| ------------------------- | ---------------------- |
| 87                        | 54                     |

## Самолёты на вооружении
| Период                  | Самолёты |
| ----------------------- | -------- |
| 17.04.1941 — 23.08.1941 | И-16     |
| 23.08.1941 — 21.08.1942 | ЛаГГ-3   |
| 06.09.1942 — 01.12.1944 | Ла-5     |
| 01.12.1944 — 08.02.1946 | Як-9     |